# Estudios Segovianos
Estudios Segovianos es una publicación periódica centrada en la historia de Segovia y su provincia publicada por el Instituto Diego de Colmenares.

## Historia
Su antecedente fue la publicación Universidad y Tierra publicación de la Universidad Popular Segoviana desde 1934 hasta 1936.
Tras la fundación del Instituto Diego de Colmenares en 1947, se decidió la edición de una revista que permitiera la publicación de distintos trabajos sobre la historia de Segovia. 
Posteriormente, la publicación fue continuada por la Real Academia de Historia y Arte de San Quirce, que la edita en la actualidad como su boletín.
Hasta 1976 cada volumen anual contó con dos o tres números, a partir de entonces, de forma general se publica un número anual.
Entre los autores que han contribuido a la publicación se encuentran Juan de Contreras, Mariano Quintanilla, Luis Felipe de Peñalosa, Juan de Vera, Manuela Villalpando, Alfonso Ceballos-Escalera, Manuel González Herrero, Ramón Menéndez Pidal, Luis de Orueta y Enrique Lafuente Ferrari.